# 巴甫洛夫斯克区 (沃罗涅日州)
巴甫洛夫斯克区（俄语：Павловский район）是俄罗斯联邦沃罗涅日州下辖的一个区，其行政中心为巴甫洛夫斯克。据2016年统计，该区的人口为55968人。